# Jonas Sutkus
Jonas Sutkus, litovski general, * 1893, † 1942.